# 杰茜卡·麦科马克
杰茜卡·麦科马克（英語：Jessica McCormack，1989年9月8日—），新西兰女子篮球运动员。她曾代表新西兰国家队参加2006年英联邦运动会篮球比赛，获得一枚银牌。她也曾参加2008年夏季奥运会。